# Cimetière de Paignton
Le cimetière de Paignton est situé dans le ville de Paignton, dans le comté de Devon en Angleterre. Il contient plus de 4700 tombes.

## Guerres
Le cimetière contient 40 tombes de soldats morts pendant la 1ère guerre mondiale et 43 de la 2nde guerre mondiale. Pour commémorer les morts de la première guerre mondiale, une croix du sacrifice est érigée à l'entrée de l'allée d'Ailescombe.

## Religion
Une section du cimetière est réservée aux enterrements de confession juive, au nombre de 90. Elle se situe dans l'allée d'Ailescombe.

## Personnalités enterrées
- Oliver Heaviside, physicien et mathématicien britannique ;
- William Harry Thomas Sylvester, récipiendaire de la croix de Victoria.